# Tithraustes dryas
Tithraustes dryas är en fjärilsart som beskrevs av Paul Dognin 1902. Tithraustes dryas ingår i släktet Tithraustes och familjen tandspinnare. Inga underarter finns listade i Catalogue of Life.